# Neogarrettismo
Neogarrettismo (portugiesisch für „Neogarrettismus“, „Neugarrettismus“) ist ein Begriff aus der portugiesischen Literaturgeschichte.

## Erklärung
Er ist nach dem portugiesischen Dramatiker und Lyriker Almeida Garrett benannt, der als der bedeutendste und bekannteste Vertreter der Literarischen Romantik in Portugal gilt. Der Neogarrettismo ist die portugiesische Variante der Neoromantik oder Spätromantik. Bedeutende Vertreter waren António Nobre, Manuel da Silva Gaio, Carlos Malheiros Dias und Guerra Junqueiro. Er wurde zumeist in der Lyrik angewandt. Begründet wurde der Begriff durch den brasilianischen Schriftsteller Alberto de Oliveira. Der Neogarrettismo hat auch stark nationalistische Tendenzen, vertreten von Autoren wie António Sardinha, Afonso Lopes Vieira oder António Correia de Oliveira.